# Узінка
Узи́нка (рос. Узинка) — річка в Удмуртії (Ігринський та Селтинський райони), Росія, права притока Арлеті.
Річка починається за 1 км на північний схід від присілку Бабашур на території Селтинського району. Тече спочатку на північний захід і через 2 км входить на територію Ігринського району. В середній течії ділянка довжиною 3 км знову протікає територією Селтинського району. Інша течія слугує кордоном між двома районами. Впадає до Арлеті за 2 км вище її гирла. Річка низинна, протікає через лісові масиви, заболочена, особливо лівобережжя середньої течії. В селі Узі створено ставок площею 0,13 км².
Над річкою розташоване село Селтинського району Узі, біля якого річку двічі перетинає автомобільна дорога.